# Михайловка (Новопокровский поссовет)
Миха́йловка — село в Мордовском районе Тамбовской области России. Входит в Новопокровский поссовет.

## Топоним
Названия села Михайловское и нынешнее Михайловка имеет благодаря названию церкви, которая была построена в 1823 году, и её главный престол был освящен во имя Архистратига Михаила.
Другое название — Политово связано с именем Ипполит. Ипполит Павлович Кутайцев, владелец села, был из графского рода Кутайсовых, включенному в V часть родословной книги Тамбовской губернии. Основатель рода Иван Павлович Кутайсов за верные заслуги перед императором Павлом I получил земли, на которых вел образцовое хозяйство, после смерти старого графа здесь хозяйствовал его внук.

## География
Расположено в центральной части района на берегах рек Пласкуши и Солонка, в 12 километрах от автомобильной трассы федерального значения  Р193 Воронеж — Тамбов.
Примыкает к следующим населённым пунктам:
- Павловка
- Новопокровка
- Мельгуны
- Ахматово
- Центральное Отделение Совхоза им. Ленина

## История
На карте Российской империи поселение располагалось в составе Сосновской волости в Покрово-Марфинском стане Тамбовского уезда Тамбовской губернии.

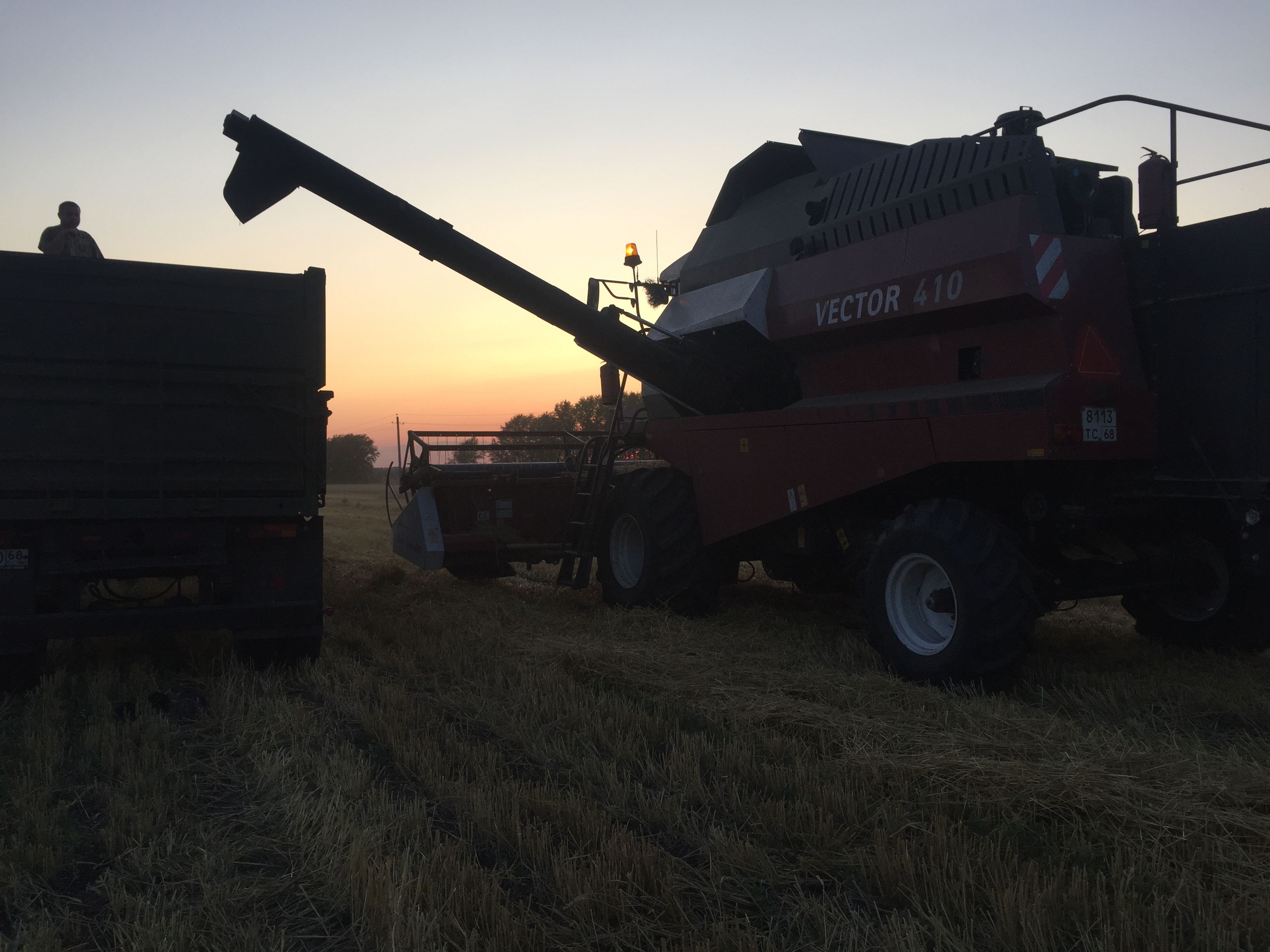
уборочная в Михайловке

В 1897 году числилось в составе Мельгуновской волости Тамбовского уезда

## Население
| 2002 | 2010 |
| ---- | ---- |
| 397  | ↘304 |

Согласно результатам переписи 2002 года, в национальной структуре населения русские составляли 100 % от жителей.

## Инфраструктура
Основа экономики — сельское хозяйство .
Средняя школа, медпункт.

## Транспорт
Остановка общественного транспорта «Михайловка». 